# Domjean
Domjean ist eine französische Gemeinde mit 998 Einwohnern (Stand 1. Januar 2022) im Département Manche in der Region Normandie. Sie gehört zum Arrondissement Saint-Lô und zum Kanton Condé-sur-Vire.

## Lage
Sie grenzt im Nordwesten an Condé-sur-Vire, im Nordosten an Torigny-les-Villes, im Osten an Saint-Louet-sur-Vire, im Südosten an Beuvrigny, im Süden an Fourneaux und im Westen an Tessy-Bocage. An der westlichen Grenze verläuft der Fluss Vire, in den hier sein Zufluss Jacre einmündet.

## Bevölkerungsentwicklung
| Jahr      | 1962 | 1968 | 1975 | 1982 | 1990 | 1999 | 2008 | 2018 |
| --------- | ---- | ---- | ---- | ---- | ---- | ---- | ---- | ---- |
| Einwohner | 904  | 838  | 748  | 748  | 822  | 820  | 997  | 1013 |

## Sehenswürdigkeiten
- Schloss Angotière, Monument historique seit 1969
- Kirche Saint-Jean-Baptiste

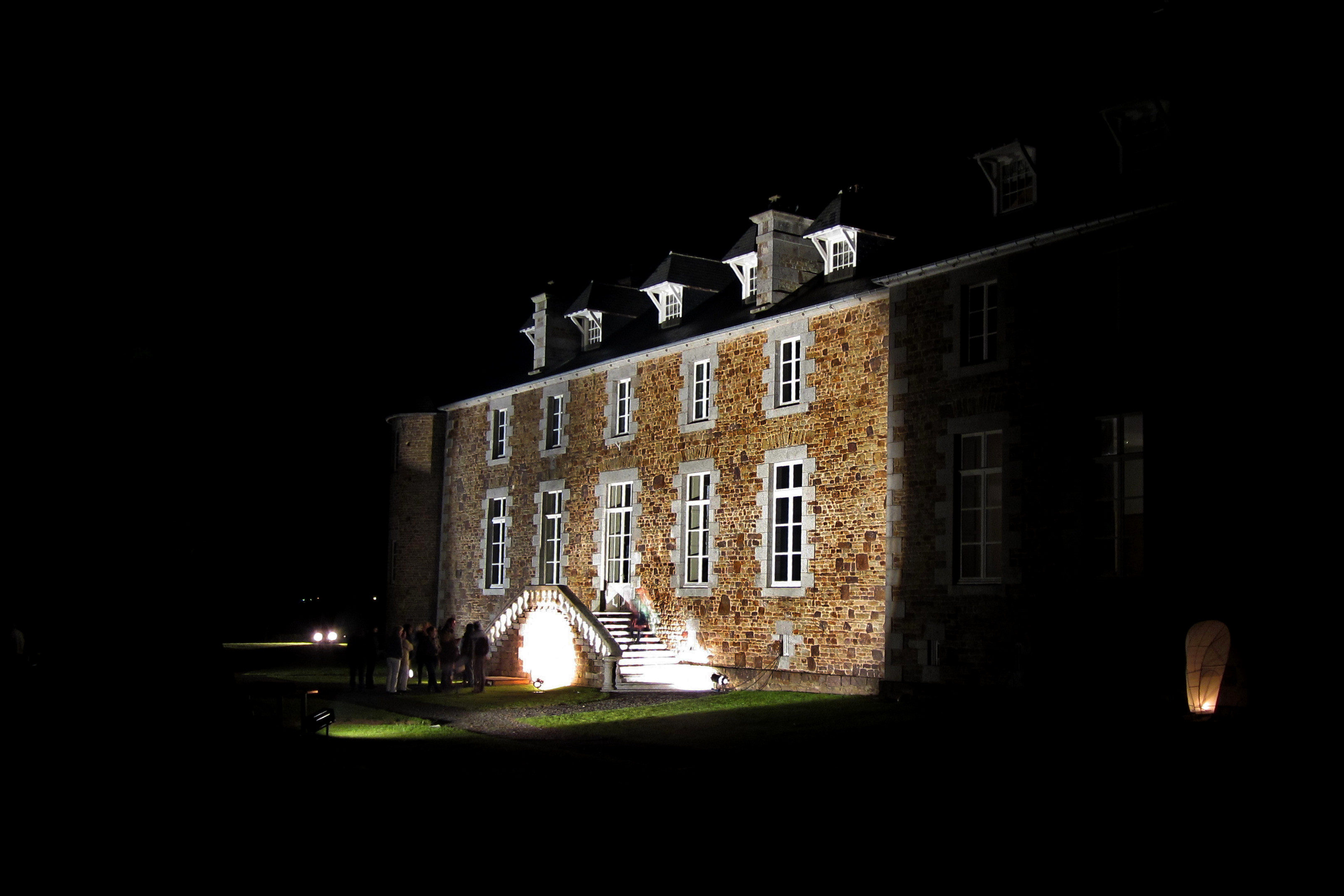
Schloss Angotière
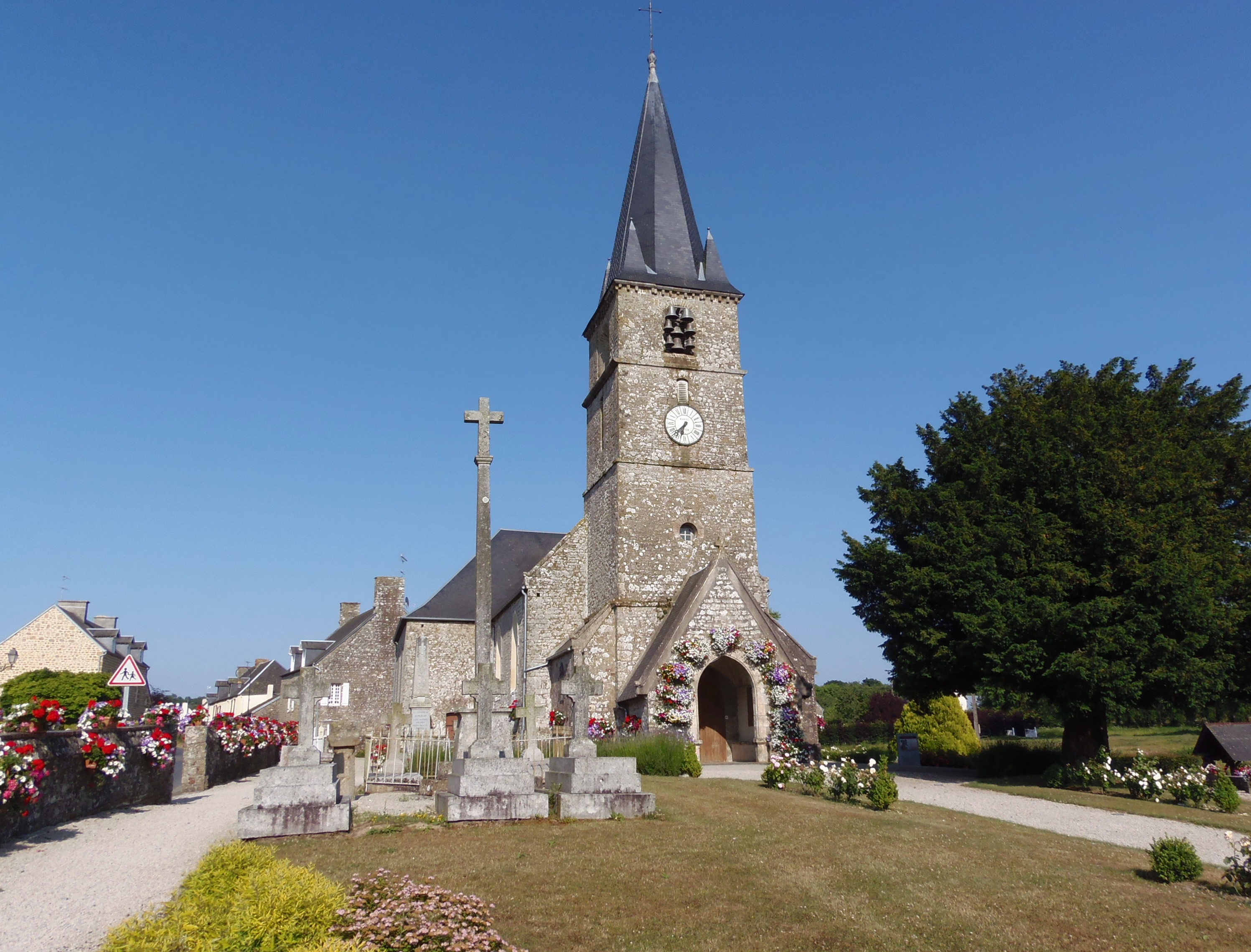
Kirche Saint-Jean-Baptiste